# Inklinacja (geodezja)
Inklinacja – nieprostopadłość osi obrotu lunety do osi obrotu instrumentu. Wpływ inklinacji na odczyt koła poziomego jest zmienny dla celowych nachylonych pod różnym kątem: dla celowych poziomych inklinacja jest równa 0, dla celowych nachylonych pod dużym katem błąd inklinacji jest największy. Podobnie jak przy kolimacji, średnia z odczytów przy dwóch położeniach lunety jest wolna od wpływu inklinacji.
Inklinację wyznacza się zazwyczaj z wysokiego celu. Spowodowane jest to faktem, iż dla celów położonych wysoko nad horyzontem (czyli dla małych kątów pionowych/ dużych kątów nachylenia) wpływ inklinacji na odczyt koła poziomego jest bliski samej inklinacji (dla 45º jest równy inklinacji).
Etapy wyznaczania inklinacji:
- kilkakrotny pomiar w dwóch położeniach lunety na cel i odczyt koła poziomego,
- jednokrotny odczyt koła pionowego,
- wyznaczenie kolimacji dla takiej samej długości celowej dla poziomej osi celowej.

Wartość inklinacji wyznacza się z zależności:
{\displaystyle i={\frac {H_{II}-H_{I}\pm 200^{g}}{2}}\operatorname {tg} z-{\frac {c}{\cos z}},}
gdzie:
{\displaystyle H} – odczyty koła poziomego,
{\displaystyle c} – wartość błędu kolimacji,
{\displaystyle z} – wartość kąta zenitalnego.